# Châtillon – Montrouge (stanice metra v Paříži)

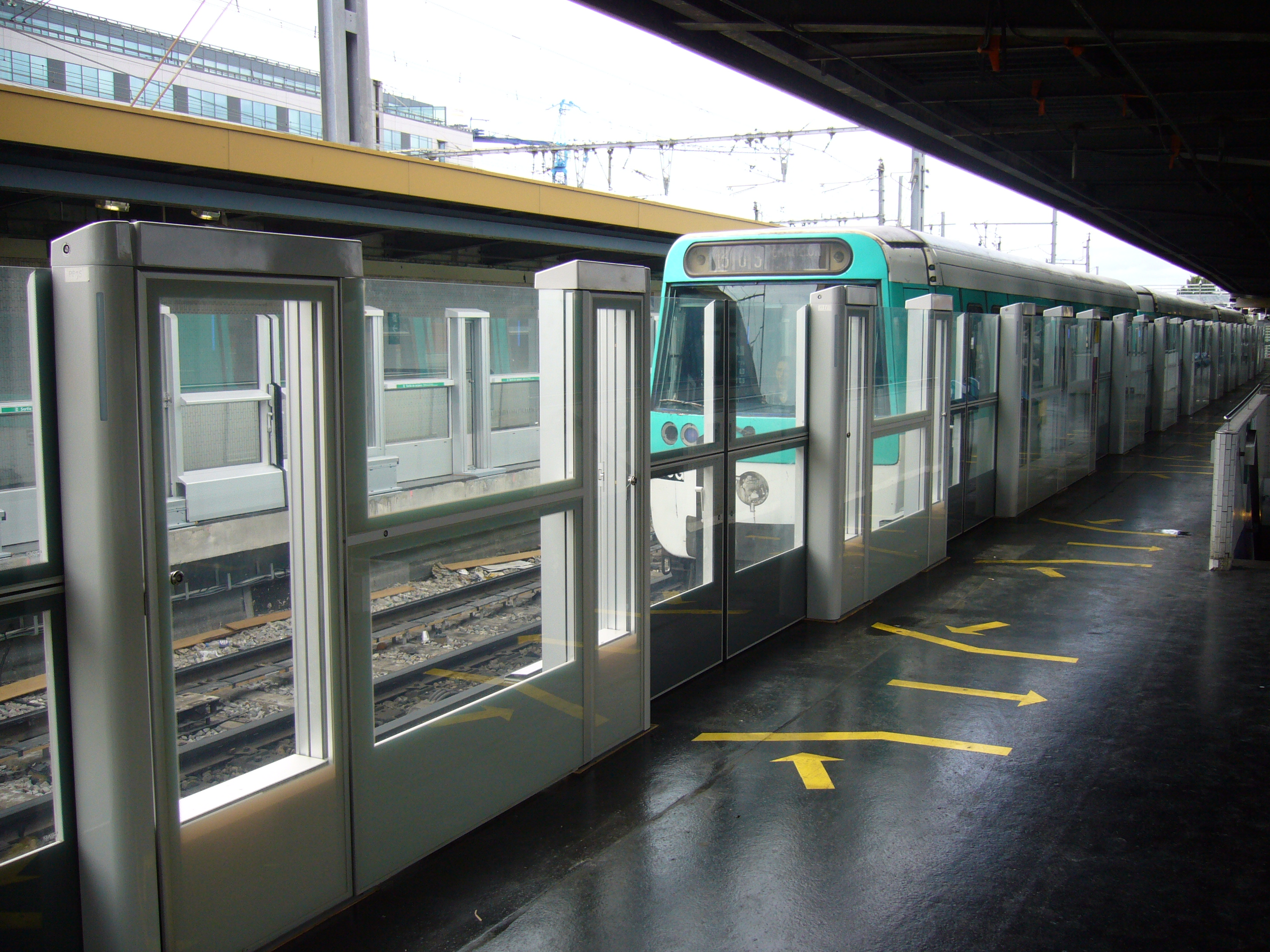
Nástupiště opatřené bezpečnostními dveřmi

Châtillon – Montrouge je konečná stanice pařížského metra na lince 13. Nachází se na jižním předměstí Paříže na hranicích obcí Châtillon a Montrouge.

## Historie
Stanice byla otevřena 9. listopadu 1976 při prodloužení linky jižním směrem ze stanice Porte de Vanves do Châtillon – Montrouge.
V červnu 2008 byl v této stanici zaveden automatický pohyb vlaků. Z tohoto důvodu byly na nástupištích instalovány bezpečnostní dveře zabraňující pádu cestujících do kolejiště během jízdy vlaku bez řidiče. Stanice se tak stala první stanicí zdejšího metra (s výjimkou linky 14), kde byly tyto dveře uvedeny do provozu.
Od roku 2012 bude na stanici umožněn přestup na budovanou tramvajovou linku Châtillon ↔ Viroflay (linka 6).

## Název
Jméno stanice se skládá ze dvou částí, které představují názvy měst, na jejichž společných hranicích se stanice nachází.